# Бохонок Віталій Володимирович
Віта́лій Володи́мирович Бохо́нок (25 березня 1991, с. Павлівка — 29 липня 2022, м. Дніпро) — український військовослужбовець,  майор Збройних Сил України, учасник російсько-української війни, який відзначився і загинув під час відбиття російського вторгнення в Україну. Герой України (2022, посмертно). Лицар ордена Богдана Хмельницького трьох ступенів. 

## Життєпис
Бохонок Віталій Володимирович, майор, командир 2-го парашутно-десантного батальйону військової частини А1126, народився 25 березня 1991 року у селі Павлівка Снігурівського району Миколаївської області.
У 1997 році пішов до Щербанівської ЗОШ І-ІІІ ступенів імені Рябошапки, яку закінчив 2008 року. 2008 року вступив на перший курс Інституту фізичної культури та спорту та кафедри військової підготовки Миколаївського державного університету імені В.О. Сухомлинського за спеціальністю «Вчитель фізичної культури та предмету «Захист Вітчизни».
З 2012 по 2014 роки працював вчителем фізичної культури та предмету «Захист Вітчизни» у Миколаївській ЗОШ І-ІІІ ступенів №28.
2013 року закінчив Миколаївський національний університет імені В. О. Сухомлинського та здобув кваліфікацію вчителя фізичної культури та предмета «Захист Вітчизни».
24 березня 2014 року на підставі указу Президента України від 17.03.2014 № 303 був призваний на військову службу за мобілізацією до військової частини А0224 на посаду командира аеромобільного десантного взводу.
У січні 2015 році, під час оборони Донецького аеропорту, отримав вогнепальне осколкове поранення ліктьового суглоба.
22 березня 2015 року на підставі наказу ПЗ НГШ № 56 від 08.03.2015 був звільнений в запас та виключений зі списків особового складу в/ч пп В4174 (А0224).
05 травня 2015 року на підставі Указу Президента України від 14.01.2015 року №15/2015 призваний на військову службу до Збройних Сил України до в/ч пп В0565, на посаду слухача.
12.06.2015 року призначений командиром гранатометного взводу аеромобільно-десантного батальйону в/ч пп В4174(А0224), ВОС – 0212003.
30 жовтня 2015 року призначений на посаду командира гранатометного взводу роти вогневої підтримки аеромобільно-десантного батальйону в/ч пп В4174, ВОС – 0212003.
З 18.12.2015 по 27.04.2016 проходив службу на посаді заступника командира роти-інструктора з ПДП роти вогневої підтримки аеромобільно-десантного батальйону в/ч пп В4174, ВОС – 0212003.
З 15.01.2018 року призначений на посаду помічника начальника оперативного відділення штабу в/ч А0224.
З 24.06.2019 призначений на посаду начальника штабу - першого заступника командира 2 десантно-штурмового батальйону в/ч А0224.
З 14.04.2022 призначений на посаду командира 2 парашутно-десантного батальйону в/ч А1126.
Командування 2 парашутно-десантним батальйоном 25 ОПДБр Січеславської
07.05.2022-15.05.2022 противник почав наступ в районі н.п. Новоселівка Донецької обл., користуючись чисельною перевагою у вогневих засобах та втратами 2 парашутно-десантного батальйону у живій силі і в техніці, командуючи  2 парашутно-десантним батальйоном, діючи в умовах застосування противником 122 мм. САУ, танків, БМП-2, гранатометів всіх видів, великокаліберних кулеметів та живої сили, незважаючи на те, що жива сила і техніка противника переважає, майор БОХОНОК В.В. вміло командував основними силами батальйону і резерву,  що дозволило батальйону в цілому утримати лінію району оборони та не допустити здійснення противником маневрів вглиб району оборони бригади.
В період з 21.06.2022 по 02.07.2022, коли противник вів наступальні дії поблизу н.п. Вовчеярівки Луганської обл. та Лисичанського МПЗ, завдяки майору БОХОНКУ В.В., який вміло командував 2-м парашутно-десантним батальйоном, відбито близько 10 атак противника, під час яких було нанесено противнику максимальних втрат в живій силі до 200 осіб, також було знищено Т-72 -13 од., БМП-2- 8 од., Тигри - 8 од., БТР - 4 одиниці, УРАЛ-4320 — 2 од., КАМАЗ-1 шт.
29 липня 2022 року помер в госпіталі в м. Дніпрі від поранень, які дістав у бою

## Спомини родини
Дружина Лариса про Віталія.
на сьогодні, на завтра, назавше!
–  ти залишишся в серці моїм.
(Ліна Костенко)
Пригадуючи студентські роки мого Віталіка, скажу, що він був безтурботним, добрим, навчання йому давалось легко, адже, не докладаючи великих зусиль, швидко засвоював матеріал, був активним серед однокурсників, завжди брав участь у всіх змаганнях. Найулюбленішим видом спорту, яким він постійно займався протягом студентства, був футбол, який став невід’ємною частиною його подальшого життя.
Його великим захопленням також стали стрибки з парашутом. Коли Віталік здійснював свій перший стрибок, під час польоту він зняв коротке відео, у якому сказав, що кохає мене, що любить батьків… 
Віталік був щасливим, надзвичайно добрим, але в той же час мав власну думку, відстоював свою позицію, цим і відрізнявся від своїх товаришів. 
Завжди вважав, що має сам всього досягати у житті, як, власне, і відбулося. Він часто повторював до останніх днів життя: «Я всього досягнув сам!».
З легкістю та цікавістю почав працювати вчителем фізичної культури і спорту та предмета «Захист Вітчизни». Віталік мав надзвичайний, більш ніж педагогічний, підхід до дітей. Разом з учнями брав участь у всіх змаганнях, конкурсах та займав призові місця.
Але у 2014 році війна увірвалася в життя кожного українця… У березні 2014 він, не вагаючись, пішов до Центрального військкомату, а вже 24 березня був призваний на військову службу за мобілізацією до 79 окремої аеромобільної бригади, звідти і почалось його становлення як гідного офіцера та командира десантно-штурмових військ Збройних Сил України.
Ані ворожі обстріли, наступи російської армії, ані відсутність будь-якого військового забезпечення та елементарної їжі, ані втрати командирів та побратимів, ані важке поранення, яке Віталік отримав у січні 2015 року, здійснюючи оборону Донецького аеропорту, не стало перешкодою для його подальшої успішної служби у Десантно-штурмових військах.
Важко передати словами, як швидко він здобував нові знання за своєю професійною діяльністю, хоч і не завжди легко. Я була свідком його зростання як командира та справжнього офіцера, який завжди вважав, що краще БУТИ, ніж здаватись… (у значенні прикидатися).
Постійні відрядження у зону бойових дій, навчання з канадійцями, курси вивчення англійської мови, бойові злагодження по всій території України, зустрічі та співпраця з вищим командуванням, з Головнокомандувачами ЗС України, Президентами України, стрибки з парашутом…
Робота з підлеглим особовим складом на посаді начальника штабу батальйону видалася ще цікавішою, аніж в оперативному відділенні, де свого часу Віталій опановував майстерність робити бойові накази по бригаді, оформлювати карти та планувати абсолютно все переміщення бригади у зону бойових дій та вихід з неї.
Віталік мав надзвичайно велику повагу до себе від рядового та офіцерського складу. Завжди брав участь у вирішенні проблемних питань батальйону та бригади. Був мудрим порадником, надійним товаришем, розумним командиром, котрий безперервно вдосконалював свої знання, вміння і навички за різними напрямками своєї військової діяльності.
Повномасштабне вторгнення російських військ на територію України принесло корінні зміни у його професійній сфері. У квітні 2022 року майор Бохонок Віталій Володимирович був призначений на посаду командира 2 парашутно-десантного батальйону 25 окремої повітряно-десантної Січеславської бригади.
Вперше за майже вісім років служби у десантно-штурмових військах, я почула від мого Віталіка такі слова: «Лор, я такий щасливий, що несу службу у цьому батальйоні та у цій бригаді!». Пізніше, я зрозуміла чому…
Про його крайні, як кажуть десантники, бойові подвиги у м.Щастя, у Лисичанську та Бахмуті найкраще розкажуть побратими із 79-ки та 25-ки, адже, зважаючи на обставини, мало інформації, особливо про свої успіхи, він мені розповідав. Знаю одне – віра у себе та свій батальйон, надзвичайно сильні командирські та людські переживання за свій підлеглий особовий склад, надійна та постійна підтримка сім’ї були мотивацією завжди йти вперед, дивитися в очі страху, захищати та обороняти українські території.
В ту ніч, всі, як завжди, відмовляли його їхати на позиції біля ворога, адже для цього були відповідальні офіцери. Віталік завжди оберігав свій військовий колектив…
Хлопці кажуть, того дня він відчував, що має щось трапитись…
Незважаючи на постійну відсутність Віталіка вдома, я завжди, завжди відчувала його присутність. На жаль, а, можливо, на щастя, ніхто, абсолютно ніхто не знає, яку чудову сім’ю ми з ним створили, розвивали і берегли… Та яке міцне кохання нас об’єднало.
Він завжди казав: «Лор, ти моє чудо!», «Лорка, ти сильна!»…
Неможливо відтворити, передати, розказати про свої відчуття, адже пустота розриває душу і немає сил… Пам’ять про мого Гектора, яким називали його військові, житиме в мені, допоки б’ється моє серце. 

## Нагороди
- Звання Герой України з удостоєнням ордена «Золота Зірка» (18 листопада 2022, посмертно) — за особисту мужність і героїзм, виявлені у захисті державного суверенітету та територіальної цілісності України, вірність військовій присязі[2]
- Орден Богдана Хмельницького
  - I ступеня (21 червня 2022) — за особисту мужність і самовіддані дії, виявлені у захисті державного суверенітету та територіальної цілісності України, вірність військовій присязі[3]
  - II ступеня (25 березня 2022) — за особисту мужність і самовіддані дії, виявлені у захисті державного суверенітету та територіальної цілісності України, вірність військовій присязі[4]
  - III ступеня (28 лютого 2019) — за особисту мужність і самовіддані дії, виявлені у захисті державного суверенітету та територіальної цілісності України[5]

- Відзнака Миколаївської обласної ради ІІ ступеня від 21.08.2017 № 887.
- Нагрудний знак «За оборону Донецького аеропорту» (Спілка учасників бойових дій в АТО «Побратими України») від 12.06.2016 № 220.
- Почесний нагрудний знак начальника Генерального штабу - Головнокомандувача Збройних Сил України «За досягнення у військовій службі» ІІ ступеня від 12.10.2015 № 616.
- Нагрудний знак «За військову доблесть» (наказ міністра оборони України від 14.01.2016 № 32).
- Нагрудний знак «Знак пошани» (наказ міністра оборони України від 14.04.2017 № 257).
- Відзнака «За воїнську доблесть» рішенням Правління Фонду ветеранів військової розвідки від 18.07.2015 № 84.

## Вшанування пам'яті Героя України майора БОХОНКА Віталія Володимировича
Меморіальна дошка встановлена у Щербанівській загальноосвітній школі  Вознесенського р-ну  Миколаївської обл. 29.07.2023 р.
Друга меморіальна дошка встановлена на фасаді кафедри військової підготовки Миколаївського національного університету ім.В.О.Сухомлинського 07.12.2023 р.
10 вересня 2023 року, з ініціативи командира 25-ої ОПДБр Січеславської були проведені стрілецькі змагання за участі підрозділів сил оборони, присвячених загиблому Герою України Віталію Бохонку та воїнам, що віддали своє життя за незалежність України.
Розпорядженням голови Миколаївської обласної адміністрації від 26 липня 2024 № 273-р «Про перейменування об‘єктів топонімії», вулицю Чайковського, у м.Миколаєві, перейменовано на вулицю ВІТАЛІЯ БОХОНКА, Лицаря ордена Богдана Хмельницького трьох ступенів, ГЕРОЯ УКРАЇНИ, який 29 липня 2022 року поліг, внаслідок російської агресії проти  України. 